# Argentine aux Jeux olympiques d'hiver de 2006
Cet article contient des informations sur la participation et les résultats de l'Argentine aux Jeux olympiques d'hiver de 2006 à Turin en Italie.
L'Argentine est représentée par neuf athlètes aux Jeux olympiques d'hiver de 2006 à Turin.

## Délégation
Le tableau suivant montre le nombre d'athlètes argentins dans chaque discipline :
| Sport           | Hommes | Femmes | Total |
| --------------- | ------ | ------ | ----- |
| Ski Alpin       | 2      | 3      | 5     |
| Biathlon        | 1      | 0      | 1     |
| Ski acrobatique | 1      | 0      | 1     |
| Luge            | 0      | 1      | 1     |
| Ski de fond     | 1      | 0      | 1     |
| Total           | 5      | 4      | 9     |

## Résultats

### Ski alpin
Hommes
| Athlète                 | Épreuve      | Manche 1      | Manche 2      | Total         | Total |
| Athlète                 | Épreuve      | Temps         | Temps         | Temps         | Rang  |
| ----------------------- | ------------ | ------------- | ------------- | ------------- | ----- |
| Cristian Simari Birkner | Slalom Géant | 1 min 22 s 37 | 1 min 20 s 19 | 2 min 42 s 56 | 23    |
| Facundo Aguirre         | Slalom Géant | DNF           | –             | DNF           | –     |
| Cristian Simari Birkner | Slalom       | DNF           | –             | DNF           | –     |

Combiné hommes
| Athlète                 | Descente      | Slalom   | Slalom   | Total         | Total |
| Athlète                 | Temps         | Manche 1 | Manche 2 | Temps total   | Rang  |
| ----------------------- | ------------- | -------- | -------- | ------------- | ----- |
| Cristian Simari Birkner | 1 min 43 s 93 | 45 s 89  | 46 s 72  | 3 min 16 s 54 | 23    |

Femmes
| Athlète                    | Épreuve      | Manche 1      | Manche 2      | Total            | Total |
| Athlète                    | Épreuve      | Temps         | Temps         | Temps            | Rang  |
| -------------------------- | ------------ | ------------- | ------------- | ---------------- | ----- |
| Miriam Vazquez             | Descente     |               |               | 2 min 07 s 42    | 39    |
| Macarena Simari Birkner    | Super-G      |               |               | DNF              | –     |
| María Belén Simari Birkner | Super-G      |               |               | 1 min 38 s 02    | 47    |
| Macarena Simari Birkner    | Slalom Géant | 1 min 05 s 81 | 1 min 13 s 62 | 2 min 19 s 43    | 31    |
| María Belén Simari Birkner | Slalom Géant | DNF           | –             | DNF              | –     |
| Macarena Simari Birkner    | Slalom       | 45 s 90       | 51 s 17       | 1 min 37 s 07    | 31    |
| María Belén Simari Birkner | Slalom       | 46 s 35       | 51 s 26       | 1 min 37 s 61 37 | 37    |

Combiné femmes
| Athlète                    | Descente      | Slalom   | Slalom   | Total         | Total |
| Athlète                    | Temps         | Manche 1 | Manche 2 | Temps total   | Rang  |
| -------------------------- | ------------- | -------- | -------- | ------------- | ----- |
| María Belén Simari Birkner | 1 min 36 s 72 | 41 s 55  | 47 s 08  | 3 min 05 s 35 | 29    |
| Macarena Simari Birkner    | 1 min 35 s 72 | 40 s 99  | 45 s 95  | 3 min 02 s 66 | 26    |
| Miriam Vazquez             | DNS           | –        | –        | DNS           | –     |

### Biathlon
Hommes
| Épreuve      | Athlète            | Pénalité 1 | Temps         | Rang |
| ------------ | ------------------ | ---------- | ------------- | ---- |
| 10 km sprint | Sebastian Beltrame | 5          | 33 min 32 s 4 | 87   |

| Épreuve | Athlète            | Temps             | Manquées | Temps ajusté 2    | Rang |
| ------- | ------------------ | ----------------- | -------- | ----------------- | ---- |
| 20 km   | Sebastian Beltrame | 1 h 00 min 24 s 3 | 9        | 1 h 09 min 24 s 3 | 84   |

1Une boucle de pénalité 150 mètres par cible manquée doit être parcourue.

2Une minute ajoutée par cible manquée.

### Ski de fond
| Athlète        | Épreuve         | Final         | Final |
| Athlète        | Épreuve         | Total         | Rang  |
| -------------- | --------------- | ------------- | ----- |
| Martin Bianchi | 15 km classique | 49 min 08 s 0 | 86    |

### Ski acrobatique
| Athlète     | Épreuve | Qualification | Qualification | Final           | Final           |
| Athlète     | Épreuve | Points        | Rang          | Points          | Rang            |
| ----------- | ------- | ------------- | ------------- | --------------- | --------------- |
| Clyde Getty | Sauts   | 79,88         | 28            | Did not advance | Did not advance |

### Luge
| Athlète          | Épreuve      | Final    | Final    | Final    | Final    | Final          | Final |
| Athlète          | Épreuve      | Manche 1 | Manche 2 | Manche 3 | Manche 4 | Total          | Rang  |
| ---------------- | ------------ | -------- | -------- | -------- | -------- | -------------- | ----- |
| Michelle Despain | Simple femme | 50 s 062 | 54 s 061 | 50 s 120 | 52 s 898 | 3 min 27 s 141 | 24    |

## Médailles
|           | Médaille d'or, Jeux olympiques | Médaille d'argent, Jeux olympiques | Médaille de bronze, Jeux olympiques | Total |
| --------- | ------------------------------ | ---------------------------------- | ----------------------------------- | ----- |
| Argentine | 0                              | 0                                  | 0                                   | 0     |